# Hauptstraße 31 (Neuendettelsau)

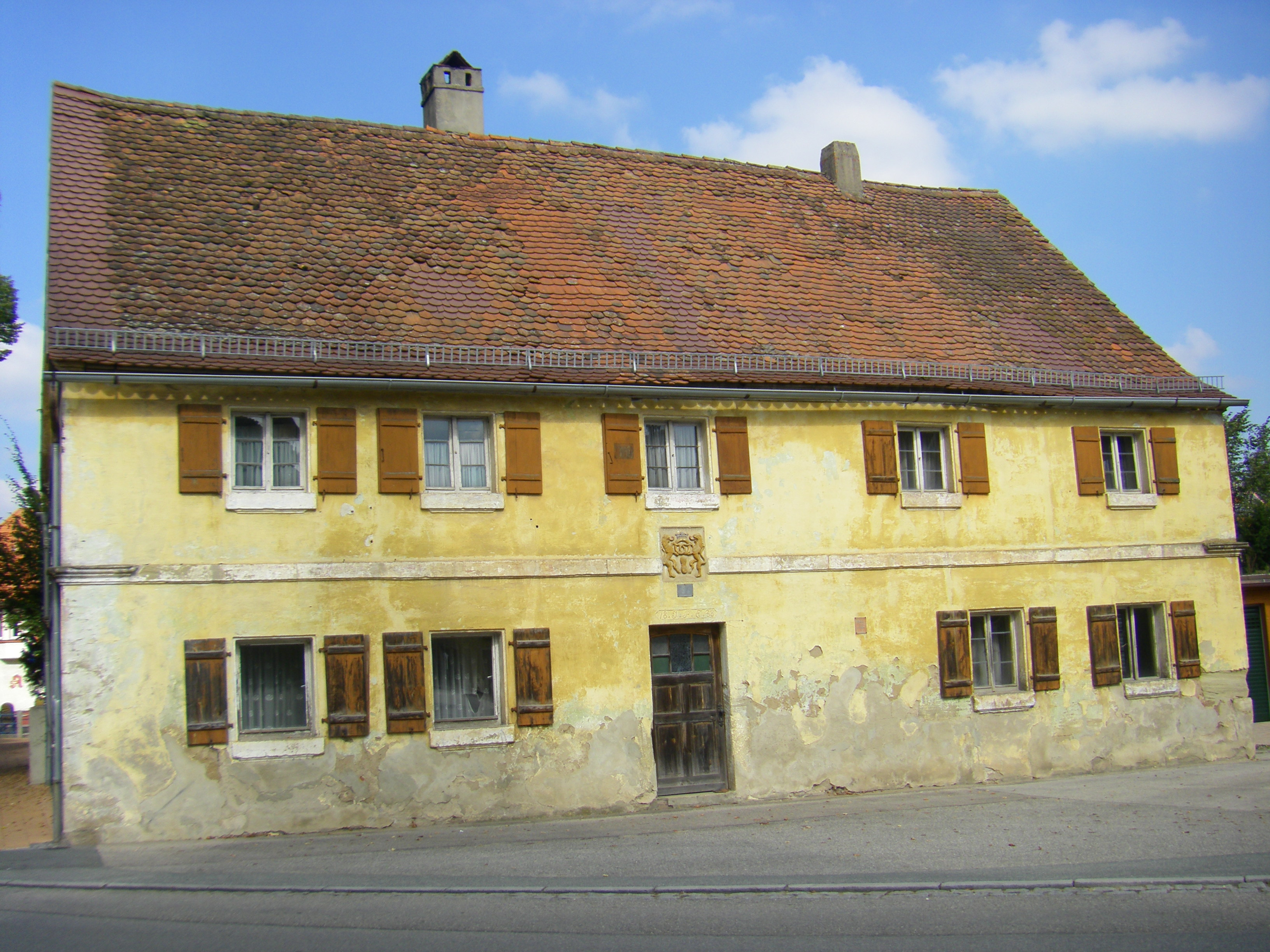
Hauptstr. 31, Südseite

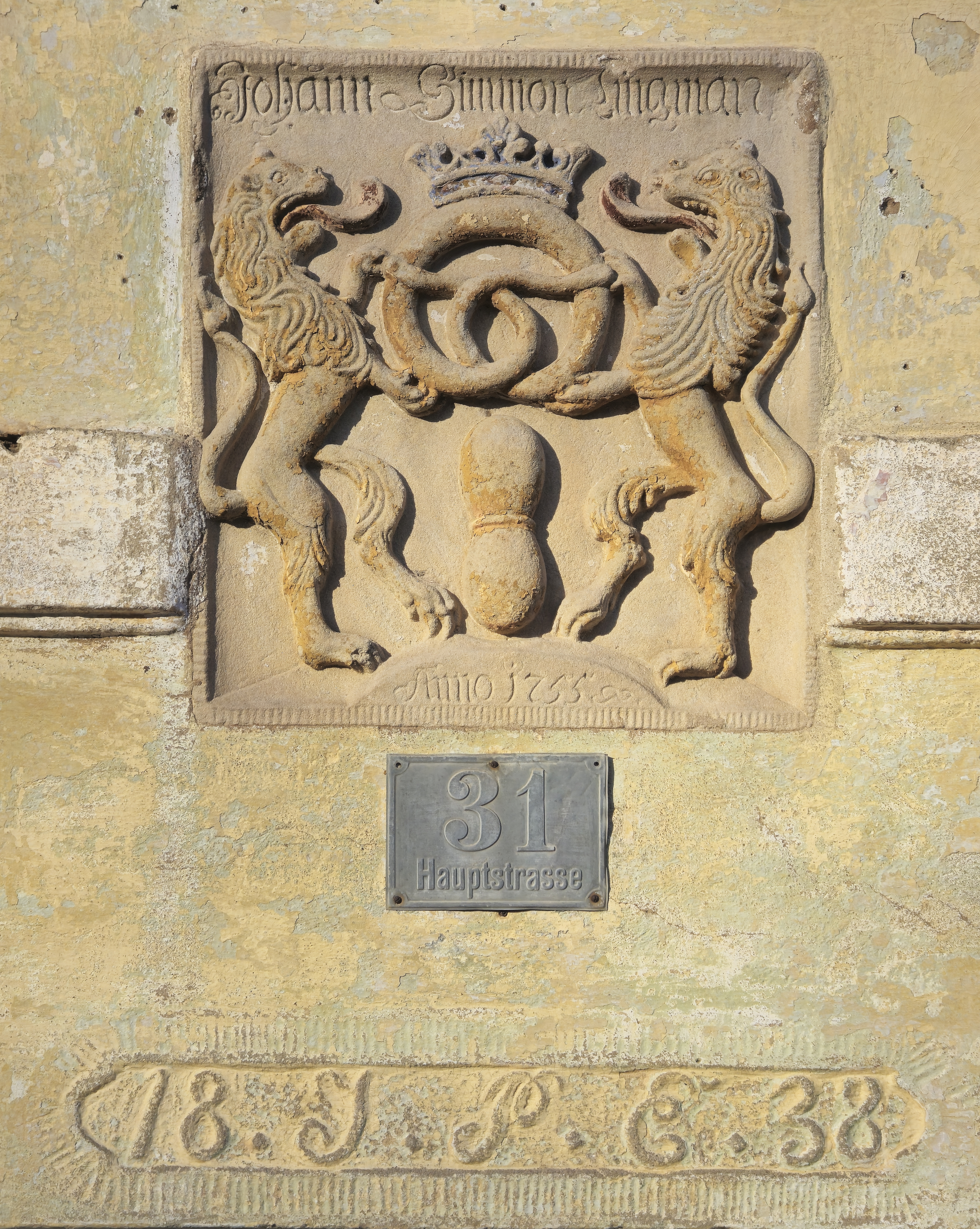
Innungswappen

Hauptstraße 31 ist ein denkmalgeschütztes Gebäude in Neuendettelsau, das zeitweise als Bäckerei genutzt wurde. 

## Geschichtliches
An gleicher Stelle stand bereits 1518 ein Gebäude, das einem Bader gehörte. 1678 wurde es letztmals als „Badstube bei der Kirche“ erwähnt. In demselben Jahr kaufte Hans Schreuner, ein „langgewesene[r] Bauer“, für 35 fl. das Anwesen. 1684 kaufte es Friedrich Keeßer, ein Gerichtsbeisitzer und Bäcker, für 47 fl. 3 Kreuzer und nutzte es als Bäckerei. Unter der preußischen Verwaltung des Fürstentums Ansbach erhielt das Haus im Jahr 1792 die Nr. 40. Seit 1796 gehörten zum Anwesen 9 Morgen Feld und 1 Morgen Wiese. 1834 wurde es als „Gut mit Backgerechtigkeit“ erwähnt. In der zweiten Hälfte des 19. Jahrhunderts wurde der Bäckereibetrieb eingestellt. Aktuell ist das Haus unbewohnt.

## Baubeschreibung
Wann das ursprüngliche Haus abgerissen wurde, ist unklar. Ebenso unklar ist es, ob und wenn ja wie viele Vorgängerbauten das heute stehende Haus hat. G. P. Fehring datiert es ins 18./19. Jahrhundert. Das Hauszeichen lässt darauf schließen, dass es 1755 neu errichtet und 1838 entweder wesentlich umgebaut oder nochmals neu errichtet wurde.
Das Gebäude hat einen rechteckigen Grundriss mit zwei Geschossen und zweigeschossigem Giebel und schließt mit einem Satteldach ab. An der Ostseite schloss sich ursprünglich ein eingeschossiges Nebengebäude an. Es weist Geschossgliederungen zur Süd-, Nord- und Westseite auf. Ein Rechteckportal findet sich an der Südseite, darüber Bezeichnung „18. J[ohann] P[aul] E[ngerer] 38.“, darüber ein Innungswappen mit der Bezeichnung „Johann Simmon Lingman / Anno 1755“. Es gibt zu allen Seiten Rechteckfenster, in der Regel mit Gesims, an der Südseite auch mit Fensterläden. An der Nordseite weist das Gebäude teilweise Fachwerk auf.